# Il nascondiglio del diavolo - The Cave
Il nascondiglio del diavolo - The Cave (The Cave) è un film horror fantascientifico del 2005 diretto da Bruce Hunt. Il film presenta molti tratti in comune con il cult movie The Descent - Discesa nelle tenebre.

## Trama
Durante la Guerra Fredda, un gruppo di predoni sovietici e britannici iniziano a scavare un'abbazia abbandonata del XIII secolo nei Carpazi. Mentre installano una carica di dinamite, il pavimento si spacca sotto di loro e cadono sul fondo di un vasto sistema di caverne. Scendono ulteriormente nella grotta nella speranza di trovare una via d'uscita e sentono strani suoni tintinnanti nell'oscurità.
Nel presente, una squadra guidata dal dottor Nicolai, con la sua collaboratrice dottoressa Kathryn Jennings e il cameraman Alex Kim, stanno scavando nel sito dell'ex abbazia. Scoprono misteriosi mosaici e un fiume che si estende per chilometri all'interno del sistema di grotte. I biologi locali credono che la grotta possa contenere un ecosistema da scoprire, quindi assume un gruppo di subacquei americani professionisti guidati dai fratelli Jack e Tyler McAllister. Il team comprende il professionista dell'arrampicata su roccia Charlie, il primo esploratore Briggs, l'esperto di sonar Strode e l'esperto di sopravvivenza Top Buchanan.
Dopo essere sceso alla base della grotta, Briggs viene scelto per esplorare in anticipo. Mentre contatta la squadra, vede qualcosa in lontananza e il video si blocca. Pensando che il problema sia un malfunzionamento dell'attrezzatura, la squadra prosegue e alla fine trova Briggs a valle. Tuttavia, Strode viene improvvisamente attaccato e trascinato via da una grande creatura. Ciò fa sì che il suo scooter acquatico parta a tutta velocità e si schianti contro la parete della grotta provocando una caduta di massi, costringendoli a seguire il fiume e cercare una nuova via d'uscita.
Senza via d'uscita e senza una squadra di soccorso programmata per recuperarli prima di 12 giorni, Jack e Top seguono insieme il fiume lungo la linea lasciata da Strode. Jack viene quindi afferrato e graffiato da una delle creature che hanno attaccato Strode, ma è in grado di recidergli l'artiglio. Kathryn studia le sue cellule e nota una mutazione parassitaria, che Nicolai ha scoperto in tutte le forme di vita della caverna. Spiega che tutte le specie di caverne conosciute hanno avuto origine in superficie ma si sono adattate nel corso delle generazioni alla vita sottoterra, sviluppando un udito eccezionale e la capacità di ecolocalizzazione. Kathryn teorizza che questo nuovo parassita abbia avuto origine nell'ambiente delle caverne e non sia mai stato esposto al mondo esterno.
La squadra alla fine si imbatte nell'attrezzatura e nei resti dei precedenti esploratori, mentre continua a scendere attraverso una serie di rapide. Tyler vede Nicolai aggrappato al lato della grotta, ma viene risucchiato dalla corrente prima che possa aiutare. Mentre tutti iniziano ad emergere, sentono Nicolai urlare. Jack cerca di salvarlo, ma viene trascinato sott'acqua. Nuota più in profondità e osserva la creatura che trascina Nicolai verso la morte, notando le lettere tatuate sulle mani della creatura. Mentre si riunisce alla squadra, il corpo di Jack inizia a cambiare poiché i graffi che ha ricevuto lo hanno infettato dal parassita. Mentre risale la parete della caverna per scappare, Charlie viene attaccato e ucciso da una creatura alata.
Mentre Jack continua a mutare, Kathryn teorizza che i precedenti esploratori e tutte le creature dell'ecosistema siano mutati a causa del parassita. Alcuni sopravvissuti mettono in dubbio il giudizio di Jack e la squadra si divide. Alex, Briggs e Kathryn vanno per la loro strada, mentre Top e Tyler restano con Jack. Jack, Top e Tyler scoprono una caverna disseminata di scheletri umani e un passaggio fuori dalla grotta. Mentre Tyler torna a cercare gli altri, una delle creature uccide Briggs. Tyler si riunisce con Kathryn e Alex mentre corrono tutti per raggiungere Jack e Top. Tuttavia, le creature sono entrate nella caverna e hanno rubato un rebreather necessario per attraversare il passaggio. Jack decide di andare a recuperarlo, dicendo a Tyler, Kathryn, Top e Alex di iniziare a gettarsi nel fiume verso il passaggio. Durante il cammino, i quattro purtroppo fanno rumore, venendo notati dalle creature, e Alex viene ucciso prima che possa entrare in acqua. Jack si sacrifica per permettere agli altri di salvarsi, trattenendo una delle creature e poi facendo esplodere il posto.
Qualche tempo dopo, Tyler e Kathryn si incontrano in un bar. Chiede se il Jack mutato sarebbe potuto sopravvivere in superficie. Kathryn dice che inizialmente pensava che il parassita potesse sopravvivere solo sottoterra, ma ora crede che volesse uscire. Mentre se ne va, Tyler nota che gli occhi di Kathryn sono mutati proprio come quelli di Jack, segno che anche lei è stata infettata dal parassita. Le corre dietro, ma lei scompare tra la folla.

## Recensioni
Il film ha ricevuto recensioni per lo più negative. Il sito aggregatore di recensioni Rotten Tomatoes ha riferito che il 12% dei critici ha dato al film una recensione positiva sulla base di 111 recensioni, con una valutazione media di 3,5/10. Il consenso della critica recita: "Nonostante i suoi set stilizzati e impressionanti, questo miscuglio di film horror e mostri soffre di infiniti cliché e trame assolutamente non plausibili". Su Metacritic, il film ha un punteggio medio ponderato di 30 su 100 basato su 24 critici, indicando "recensioni generalmente sfavorevoli". Il pubblico intervistato da CinemaScore ha assegnato al film un voto medio "C−" su una scala da A+ a F.
La lamentela principale era la mancanza di costruzione del personaggio e cliché eccessivamente familiari, con Neil Smith di BBC Online che lo definiva "un generico idiota che è eccitante come un buco nel terreno". Robert Koehler fece la stessa osservazione su Variety, scrivendo: " The Cave sembra familiare mentre attraversa gli editti meccanici della formula dell'equipaggio scientifico contro la bestia". Nella sua recensione per il New York Times, Laura Kern ha elogiato i set e lo stile visivo del film, ma ha denunciato la sceneggiatura, scrivendo "Avendo lavorato come regista di seconda e terza unità nella trilogia di Matrix e Dark City,Bruce Hunt non è estraneo a produzioni ispirate ed eleganti. Ma mentre quei film sono riusciti a iniettare nuova vita in un territorio stanco, The Cave, il suo primo lavoro come regista, non riesce a generare nulla che assomigli all'innovazione." Judy Chia Hui Hsu ha scritto sul Seattle Times, "la serenità del mondo sotterraneo in gran parte acquatico, incorniciato da maestose stalagmiti e corridoi tortuosi, riesce a catturare l'attenzione dello spettatore", ma ha aggiunto: "I dialoghi insipidi mancano anche di un accenno di sollievo comico, quindi il pubblico è grato quando l'azione prende rapidamente il via". in marcia", e "una delle più grandi delusioni del film è che la bestia feroce, vista nella piena luce delle scene finali, non è poi una sorpresa, dopo tutto. La creatura è semplicemente una fusione di mostri che abbiamo già visto prima".

## Botteghino
Negli Stati Uniti il film è uscito al quinto posto, incassando 6.147.294 dollari in 2.195 siti, con una media di 2.800 dollari. Ha continuato ad avere un incasso lordo finale negli Stati Uniti di $ 15.007.991. In Australia, è stato aperto in 89 siti, con una media di 3.204 dollari australiani e un incasso lordo di 285.121 dollari australiani. Ha avuto un calo del 74% nel secondo fine settimana e ha avuto un incasso lordo di A $ 570.131. In tutto il mondo, il film ha incassato 33.296.457 dollari.

## Colonna sonora
Due CD di colonne sonore sono stati pubblicati il 26 agosto 2005 dalla Lakeshore Records, uno con la colonna sonora dei compositori del film Reinhold Heil e Johnny Klimek e l'altro che contiene brani di gruppi heavy metal tra cui Atreyu, Lacuna Coil, Diecast, Burning Brides, Ill Niño, Killswitch Engage, Shadows Fall, It Dies Today, Trivium e altro ancora. Inoltre, il singolo Nemo dei Nightwish è presente nei titoli di coda del film.